# Vragnizza
Vragnizza (in croato Vranjic ) è un centro abitato della Croazia, frazione della città di Salona.

## Storia
L'abitato di Vragnizza, che si trova sull'omonima penisola, fu popolato fin dalla preistoria, poi all'epoca dei Greci e, infine, al tempo di Roma. Di quest'ultima occupazione, particolarmente importante, furono trovate tracce di edifici, sculture, epigrafi ed alcuni sarcofagi.
Noto nel medioevo come Durania, portò poi il nome di Urania fino al 1205, quando venne distrutto dai Veneziani per rappresaglia contro il vescovo di Spalato, che aveva chiamato le galere di Gaeta in contrapposizione alla Serenissima durante la devastante conquista di Zara, da parte dei crociati, nel loro viaggio verso la Terrasanta.
Vragnizza appartenne per secoli all'arcivescovo di Spalato, e nel XV secolo, vi sorse il massiccio castello arcivescovile, una vera fortezza, intorno al quale sorse il villaggio medioevale. Egli lo possedette fino al 1571, quando fu occupato dai Turchi. Abbandonato dalla popolazione, Vragnizza fu distrutta durante le operazioni belliche che ne seguirono.
Gli Ottomani se ne andarono un secolo più tardi, nel 1671. Venne, allora, formato l'abitato attuale da emigranti del retroterra, provenienti dai boschi del massiccio dello Zagora, situato sopra la Riviera dei Castelli e dal villaggio di S. Pietro di Dernis. Questi congiunsero l'isola con la terraferma, riempiendo il breve canale che la divideva.
La sua chiesa parrocchiale fu eretta e distrutta più volte dal X secolo, quando fu dedicata a S. Martino, a S. Stefano papa ed alla Madonna. L'ultima ricostruzione risale al 1914, e nel 1928-30, ebbe le pareti affrescate da Jozo Kljaković.